# El fantástico mundo de Juan Orol
El fantástico mundo de Juan Orol és una pel·lícula mexicana de 2012, dirigida per Sebastián del Amo. Està basada en la vida del cèlebre actor, productor i cineasta Hispano-Mexicà Juan Orol. La cinta mostra una interpretació lliure de la biografia de l'actor.

## Sinopsi
La pel·lícula narra d'una forma lliure la biografia d'un de les icones de la història del Cinema Mexicà: Juan Orol, un home, d'origen gallec, que després de diverses peripècies va arribar a Mèxic per a tornar-se, de manera involuntària, en el creador de diversos gèneres cinematogràfics, entre els quals destaquen el Cine de rumberas i el Cinema de gàngsters obtenint un enorme èxit en taquilla però amb unes crítiques terribles. Se'l va conèixer com el "surrealista involuntari".

## Repartiment
- Roberto Sosa - Juan Orol
- Ximena Rubio - Rosa Carmina
- Gabriela de la Garza - María Esquivel
- Fernanda Romero - Dinorah Judith
- Karin Burnett - María Antonieta Pons
- Alberto Estrella - Emilio Fernández
- Mauricio Galaz - Arnoldo Orol
- Ariadna Pérez Mijares - Ninón Sevilla
- Jesús Ochoa - General Cruz
- Octavio Ocaña - Juan Orol, nen
- Marissa Saavedra - Amparo Moreno
- Alfonso Borbolla - Quirico Michelana
- Jorge Zamora "Zamorita" - Negro viejo
- Yolanda Montes "Tongolele" - Ella mateixa

## Recepció
La crítica cap a aquesta pel·lícula ha estat mixta. Mentre que s'ha «celebrat» l'actuació de Roberto Sosa en el paper principal i la direcció d'art, s'ha criticat la trama com a avorrida per a l'espectador.

## Premis i nominacions
| Premi                                          | Data | Categoria                  | Receptors i nominats              | Result    | Ref(s) |
| ---------------------------------------------- | ---- | -------------------------- | --------------------------------- | --------- | ------ |
| Premi Ariel                                    | 2013 | Millor actor               | Roberto Sosa                      | Guanyador | [ 6 ]  |
| Premi Ariel                                    | 2013 | Millor fotografia          | Carlos Hidalgo                    | Guanyador | [ 6 ]  |
| Premi Ariel                                    | 2013 | Millor disseny de vestuari | Déborah Medina                    | Guanyador | [ 6 ]  |
| Premi Ariel                                    | 2013 | Millor opera prima         | Sebastián del Amo                 | Nominat   | [ 6 ]  |
| Diosas de Plata                                | 2013 | Millor pel·lícula          | -                                 | Nominat   | [ 7 ]  |
| Diosas de Plata                                | 2013 | Millor actor               | Roberto Sosa                      | Nominat   | [ 7 ]  |
| Diosas de Plata                                | 2013 | Millor actor de quadre     | Jesús Ochoa                       | Nominat   | [ 7 ]  |
| Diosas de Plata                                | 2013 | Millor fotografia          | Carlos Hidalgo                    | Guanyador | [ 7 ]  |
| Diosas de Plata                                | 2013 | Millor edició              | Felipe Gómez i Martín Luis Guzmán | Guanyador | [ 7 ]  |
| Festival Internacional de Cinema a Guadalajara | 2012 | Millor opera prima         | Sebastián del Amo                 | Guanyador | [ 8 ]  |
| Festival Internacional de Cinema de Guanajuato | 2012 | Menció honorífica          | Sebastián del Amo                 | Guanyador | [ 9 ]  |